# Gallowsbird's Bark
Gallowsbird's Bark è il primo album in studio del gruppo musicale statunitense The Fiery Furnaces, pubblicato nel 2003.

## Tracce
1. South Is Only a Home – 2:42
2. I'm Gonna Run – 2:24
3. Leaky Tunnel – 3:33
4. Up in the North – 2:21
5. Inca Rag/Name Game – 3:56
6. Asthma Attack – 2:08
7. Don't Dance Her Down – 3:17
8. Crystal Clear – 2:10
9. Two Fat Feet – 4:04
10. Bow Wow – 3:47
11. Gale Blow – 2:15
12. Worry Worry – 2:04
13. Bright Blue Tie – 2:06
14. Tropical Ice-Land – 3:30
15. Rub-Alcohol Blues – 2:03
16. We Got Back the Plague – 4:14

## Formazione
- Eleanor Friedberger – voce, chitarra
- Matthew Friedberger – voce, piano, synth, basso
- Ryan Sawyer – batteria